# Lijst van uitvoeringen van Summertime uit Porgy and Bess
In deze lijst van uitvoeringen van Summertime uit Porgy and Bess staat een (incompleet) overzicht van versies (het origineel van Abbie Michell en een breed scala aan coverversies) van de opera-aria Summertime uit de Amerikaanse opera Porgy and Bess. Het nummer groeide uit tot een jazzstandard, maar kent ook vele andere variaties. Door de tijd heen zijn er tienduizenden versies van het nummer ontstaan.
Onderstaand overzicht is geïnspireerd op overzichtslijsten uit meerdere bronnen.
| Uitvoerende                                                                    | Titel                             | Album                                                                  | Taal                 | Jaar        | Muziekstijl                            | Bijzonderheden | Bron                   |
| ------------------------------------------------------------------------------ | --------------------------------- | ---------------------------------------------------------------------- | -------------------- | ----------- | -------------------------------------- | --- | ---------------------- |
| !KAAK!                                                                         | Summertime                        | The Eighty Seventh Crooning Tragedy                                    |                      | 1997        |                                        | | 45cat                  |
| "Chivo" Borraro                                                                | Summertime                        | El Nuevo Sonido Del "Chivo" Borraro                                    | Instrumentaal        | 1966        | Jazz                                   | | Discogs                |
| 101 Strings Orchestra                                                          | Summertime                        | George Gershwin                                                        | Instrumentaal        | 1986        | Klassiek                               | | Discogs                |
| 12 Girls Band m.m.v. Lila Downs                                                | Summertime                        | nvt (concertregistratie)                                               | Engels               | 2007        |                                        | Tijdens concert in Shanghai, gespeeld op o.a. de pipa, de erhu, de guzheng, de yang qin en de dizi | YouTube                |
| 2tone m.m.v. Brad Leali                                                        | Summertime                        | Live at the Bath House                                                 | Instrumentaal        | 2005        |                                        | 2tone bestaat uit Cindy Horstman & Michael Medina | SHS                    |
| 35 Days In May                                                                 | Summertime                        | Tales & Destinations                                                   | Instrumentaal        | 2003        | Jazz                                   | | AllMusic YouTube       |
| Aaron Bridgers                                                                 | Summertime                        | Summertime (Extraits De Porgy And Bess)                                | Instrumentaal        | 1957        | Jazz                                   | Uitgevoerd op piano | Discogs                |
| Aaron Neville                                                                  | Summertime                        | Nature Boy: The Standards Album                                        | Engels               | 2003        | Jazz                                   | | MusicMeter             |
| Abbie Mitchell m.m.v. Gershwin                                                 | Summertime                        | Gershwin Performs Gershwin - Rare Recordings 1931-1935                 | Engels               | 1935        | Klassieke aria                         | Mitchell speelde de rol van Clara in de opera Porgy and Bess in 1935, en was ook de eerste die "Summertime" opnam. De studio-opname werd echter pas decennia later uitgebracht.                                                                  |                        |
| Abstract Truth                                                                 | Summertime                        | Totum                                                                  | Instrumentaal        | 1970        | progressieve rock, psychedelische rock | | Discogs                |
| Ace Cannon                                                                     | Summer Time                       | Summer Time / Hoe Down Rock (single)                                   | Instrumentaal        | 1962        | Rock, folk                             | | Discogs                |
| Acker Bilk & Humphrey Lyttelton                                                | Summertime                        | At Sundown                                                             |                      | 1992        | Jazz                                   | | AllMusic               |
| Ada Moore m.m.v. Tal Farlow, John LaPorta, Oscar Pettiford                     | Summertime                        | Jazz Workshop, Vol. 3                                                  | Engels               | 1954        | Jazz                                   | | AllMusic               |
| Adam Faith                                                                     | Summertime                        | Adam (No.1)                                                            | Engels               | 1960        |                                        | | 45cat                  |
| Adam Makowicz                                                                  | Summertime                        | Naughty Baby                                                           | Instrumentaal        | 1987        | Jazz                                   | Uitgevoerd op piano | AllMusic               |
| Adrian Brett                                                                   | Summertime                        | Stepping Stones                                                        | Instrumentaal        | 1980        | Klassiek, folk                         | | Discogs                |
| Adya & Manuel Paolomo                                                          | Summertime                        | Untitled                                                               | Engels               | 2013        | Pop, klassiek                          | | Discogs                |
| Adya                                                                           | Summertime                        | Classic 3 Opera (Die Grössten Opern-Melodien Aller Zeiten)             | Instrumentaal        | 2013        | Klassiek                               | | Discogs                |
| Ahmed Abdul-Malik                                                              | Summertime                        | The Eastern Moods of Ahmed Abdul-Malik                                 | Instrumentaal        | 1963        | Jazz, folk                             | | Discogs                |
| Aki Yashiro                                                                    | Summertime                        | Songs Around Midnight                                                  | Engels               | 2012        |                                        | | Amazon                 |
| Al Gallodoro                                                                   | Summertime                        | Saxophone Contrasts                                                    | Instrumentaal        | 1951        | Jazz                                   | Uitgevoerd op saxofoon | SHS                    |
| Al Goodman & his Orchestra                                                     | Summertime                        | Summertime / Rhapsody in Blue (single)                                 | Instrumentaal        | 1949        |                                        | | 45cat                  |
| Al Green                                                                       | Summertime                        | Green is Blues                                                         | Engels               | 1969        | Funk, soul                             | | Discogs                |
| Al Haig                                                                        | Summertime                        | Solitaire                                                              | Instrumentaal        | 1976        | Jazz                                   | Uitgevoerd op piano | AllMusic               |
| Al Hibbler m.m.v. Mercer Ellington & Orchestra                                 | Summertime                        | Summertime / My Ev'a Lovin' Baby (single)                              | Engels               | 1947        | Jazz                                   | | Discogs                |
| Al Jarreau                                                                     | Summertime                        | Tenderness                                                             | Engels               | 1994        | Jazz                                   | | Muziekweb              |
| Al Martino                                                                     | Summertime                        | Summertime / I sold my heart (single)                                  | Engels               | 1959        | Jazz                                   | | 45cat                  |
| Alan Skidmore Quartet                                                          | Porgy and Bess, Act I: Summertime | Impressions Of John Coltrane                                           | Instrumentaal        | 2011        | Jazz                                   | | Discogs Youtube        |
| Albert Ayler                                                                   | Summertime                        | My name is Alber Ayler                                                 | Instrumentaal        | 1963        | Jazz                                   | | Discogs                |
| Amanda Strydom                                                                 | Summertime                        | Op 'n Klein Blou Ghoen                                                 | Zoeloe en Nederlands | 2001        |                                        | | Discogs                |
| André Ceccarelli Trio m.m.v. Bireli Lagrene                                    | Summertime                        | Avenue Des Diables Blues                                               | Instrumentaal        | 2005        | Jazz                                   | | Discogs                |
| Angélique Kidjo                                                                | Summertime                        | Spirit rising                                                          | Yoruba               | 2012        |                                        | | Discogs                |
| Annâweech                                                                      |                                   |                                                                        | Hohenlohisch         |             |                                        | |                        |
| Anne Brown                                                                     | Summertime                        | Selections from George Gershwin's Folk Opera Porgy and Bess (Volume 1) | Engels               | 1935        |                                        | Brown vertolkte Bess in de opera Porgy and Bess in 1935. | SHS                    |
| Annie Lennox                                                                   | Summertime                        | Nostalgia                                                              | Engels               | 2014        | Jazz                                   | | Discogs                |
| Armand Mestral                                                                 | C'est l'été                       | Le poseur de rails                                                     | Frans                | 1957        |                                        | | Discogs                |
| Armand van Helden m.m.v. Mi Madre                                              | Summertime                        | 2 Future 4 U                                                           | Instrumentaal        | 1998        |                                        | | Discogs                |
| Art Pepper                                                                     | Summertime                        | Modern Art                                                             | Instrumentaal        | 1957        | Jazz                                   | Het nummer stond niet op de oorspronkelijke uitgave van het album "Modern Art", maar werd als bonustrack toegevoegd aan de heruitgave in 1988 | Discogs                |
| Arthur Mary                                                                    | Summertime                        | nvt (live-uitvoering)                                                  |                      | 2007        | Jazz                                   | Uitgevoerd met xaphoon in de Jazz Garden Music Club in Boedapest | YouTube                |
| Bárbara Ohana                                                                  |                                   |                                                                        | Braziliaans          |             |                                        | |                        |
| Basa                                                                           |                                   |                                                                        | Servisch             |             |                                        | |                        |
| Bengt Jonsson                                                                  |                                   |                                                                        |                      | 2006        |                                        | Uitgevoerd op/met koeienhoorn |                        |
| Benjamin Herman                                                                | Summertime                        | Café Solo                                                              | Instrumentaal        | 2013        | Jazz                                   | Op saxofoon | Volkskrant Ultratop.be |
| Bessie Smith                                                                   | Summertime                        |                                                                        | Engels               |             | Blues                                  | |                        |
| Bill Evans                                                                     | Summertime                        | How my heart sings !                                                   | Instrumentaal        | 1962        | Jazz                                   | Opgenomen in 1962, album werd uitgebracht in 1964 | Discogs                |
| Billie Holiday                                                                 | Summertime                        | Lady Day: The Complete Billie Holiday On Columbia                      | Engels               | 1936        | Jazz                                   | | Discogs                |
| Billy Stewart                                                                  | Summertime                        | Billy Stewart Teaches Old Standards New Tricks                         | Engels               | 1966        | Jazz                                   | | OrigineleHits          |
| Bis Kaplan met George Gershwin                                                 |                                   |                                                                        |                      | 1935        |                                        | Uitgevoerd met klappen |                        |
| Bob Crosby & His Orchestra                                                     |                                   |                                                                        |                      | 1936        |                                        | Uitgevoerd met bigband |                        |
| Bob Crosby                                                                     |                                   |                                                                        |                      | 1937        | Jazz                                   | |                        |
| Booker T. & the M.G.'s                                                         | Summertime                        | And Now !                                                              | Instrumentaal        | 1966        | Jazz, soul, funk                       | | Discogs                |
| Boyd Raeburn & His Orchestra                                                   | Summertime                        | Summertime / March Of The Boyds (single)                               | Instrumentaal        | 1945        | Jazz                                   | | Discogs                |
| Brainbox                                                                       | Summertime                        | Brainbox                                                               | Engels               | 1969        | Bluesrock                              | | Discogs                |
| Brassband 't Heidebloempje                                                     | Summertime                        | Brassband 't Heidebloempje                                             |                      | 1975        | Brassband                              | | Discogs                |
| Caetano Veloso                                                                 | Summertime                        | A Foreign Sound                                                        | Engels               | 2004        | Jazz                                   | | Discogs                |
| Casper Reardon, His Harp and His Orchestra                                     | Summertime                        | Summertime / (If You Can't Sing It) You'll Have To Swing It            | Instrumentaal        | 1936        | Jazz                                   | Uitgevoerd op de harp | Discogs                |
| Charlie Parker                                                                 | Summertime                        | Charlie Parker with Strings                                            | Instrumentaal        | 1949        | Jazz, swing                            | Solo op altsaxofoon, begeleid door 3 violen, viola, cello, harp, gitaar, piano/celeste, bas en drumstel | eJazzlines             |
| Chet Baker Quartet                                                             | Summertime                        | Chet Baker Quartet                                                     | Instrumentaal        | 1955        | Jazz                                   | | Discogs                |
| Cilla Black                                                                    | Summertime                        | nvt (auditie)                                                          | Engels               |             |                                        | Auditie voor manager Brian Epstein |                        |
| Clara Rockmore m.m.v. Nadia Reisenberg                                         | Summertime                        | Clara Rockmore's Lost Theremin Album                                   | Instrumentaal        | 1976        |                                        | Uitgevoerd met piano en theremin. Het nummer verscheen 30 jaar na de eerste opname voor het eerst op een album. | SHS                    |
| Count Basie                                                                    | Summertime                        | String Along With Basie                                                | Instrumentaal        | 1960        | Bigband, swing                         | | Discogs                |
| Chris Connor & Maynard Ferguson                                                | Summertime                        | Summertime / The lonesome road (single)                                | Engels               | 1961        | Jazz                                   | | Discogs                |
| Cristina Deutekom                                                              | Summertime                        | Promenade Concert Met Cristina Deutekom                                | Engels               | 1972        | Klassiek                               | | Discogs                |
| Cubismo                                                                        | Summertime                        | Viva La Habana                                                         | Spaans               | 1998        | Latin                                  | | Discogs                |
| Dante Bucci m.m.v. John Glaubitz                                               | Summertime                        | nvt                                                                    | Instrumentaal        | 2008        | Folk                                   | Uitgevoerd op hang en gitaar | Blogspot               |
| Dave Edmunds                                                                   | Summertime                        | Love Sculpture                                                         | Engels               | 1968        | Bluesrock                              | |                        |
| David Bowie                                                                    | Summertime                        | nvt (concertuitvoering)                                                | Engels               | 2003 - 2004 |                                        | Als onderdeel van de tournee A Reality Tour |                        |
| De Kast                                                                        |                                   |                                                                        | Fries                |             |                                        | |                        |
| Dexter Gordon Quartet                                                          | Summertime                        | The Shadow of your Smile                                               | Instrumentaal        | 1971        | Jazz                                   | | SHS                    |
| Don Byas and His Orchestra                                                     | Summertime                        | Summertime                                                             | Instrumentaal        | 1951        | Jazz                                   | | Discogs                |
| Duke Ellington                                                                 | Summertime                        | Piano in the Foreground                                                | Instrumentaal        | 1961        | Jazz                                   | Op piano en bas | Discogs                |
| Eddie Calvert                                                                  | Summertime                        | The EMI Years (The Best Of)                                            | Instrumentaal        | 1957        | Jazz                                   | | YouTube                |
| Eddie Jefferson                                                                | Summertime                        | The Main Man                                                           | Engels               | 1977        | Jazz                                   | | Discogs                |
| Ekseption                                                                      | Summertime                        | Ekseption '78                                                          |                      | 1978        | Symfonische rock                       | | Discogs                |
| Ella Fitzgerald & Louis Armstrong                                              | Summertime                        | Porgy and Bess                                                         | Engels               | 1957        | Jazz                                   | | Discogs                |
| Eric Steele and His Orchestra                                                  | Summertime                        | Instrumental Selections From Porgy and Bess and Showboat               | Instrumentaal        | 1959        |                                        | | RateYourMusic          |
| Ernst Molden en Walther Soyka                                                  | Summertime                        | nvt (live-uitvoering)                                                  | Oostenrijks          | 2008        |                                        | Optreden tijdens Österreich am ball | Vimeo                  |
| Errol Garner                                                                   | Summertime                        | Body and Soul                                                          | Instrumentaal        | 1952        | Jazz                                   | | MusicMeter             |
| Fanfare Ciocărlia                                                              | Summertime                        | LIVE!                                                                  | Instrumentaal        | 2009        | Folk                                   | | YouTube                |
| Feliciana de Lalonga                                                           |                                   |                                                                        | Occitaans            |             |                                        | |                        |
| Franck Pourcel and His Orchestra                                               | Summertime                        | Franck Pourcel and His Orchestra – Play George Gershwin                | Instrumentaal        | 1965        | Jazz, klassiek                         | | Discogs                |
| Fun Boy Three                                                                  | Summertime                        | Waiting                                                                | Engels               | 1983        | Pop                                    | | Discogs                |
| Gabriel Merlino                                                                |                                   |                                                                        |                      | 2008        |                                        | Uitgevoerd op/met bandoneon |                        |
| Gary Burton                                                                    | Summertime                        | Six pack                                                               | Engels               | 1992        | Fusion                                 | | Discogs                |
| George Benson                                                                  |                                   | In Concert-Carnegie Hall                                               |                      | 1975        | Jazz                                   | |                        |
| George Gershwin                                                                | Summertime                        |                                                                        | Engels               | 1935        |                                        | Uitgevoerd op/met piano |                        |
| Gil Evans                                                                      |                                   | Svengali                                                               |                      | 1973        | Jazz                                   | |                        |
| Giora Feidman                                                                  | Gerswin Suite                     | The Magic of the Klezmer                                               | Instrumentaal        | 1988        | Jazz                                   | Uitgevoerd op de klezmer | JPC YouTube            |
| Gunther Schuller m.m.v. Orange Then Blue                                       | Summertime                        | Jumpin' In The Future                                                  | Instrumentaal        | 1988        | Jazz                                   | | Discogs                |
| Guy Lombardo & His Royal Canadians                                             | Summertime                        | The Sweetest Pianos This Side Of Heaven...                             | Instrumentaal        | 1937        | muzak                                  | | Discogs                |
| Gymnasium Celeanum / Thorbecke Scholengemeenschap Zwolle                       | Summertime                        | Impressies van het Internationaal Muziekfestival voor Scholieren 1999  |                      | 1999        |                                        | Verzamelalbum | Blogspot               |
| Hana Hegerová                                                                  | Uspávanka                         | Zmes Z Opery Porgy a Bess                                              | Tsjechisch           | 1963        |                                        | | Il Caffe Illustrato    |
| Helen Jepson                                                                   | Summertime                        | Highlights from Porgy and Bess                                         | Engels               | 1935        |                                        | Allereerste plaatopname. Hoewel de liederen in de opera door louter Afro-Amerikanen gezongen werden, koos Gershwin voor blanke zangers op de allereerste plaatopname, omdat dit op dat moment commercieel interessanter was.                     | Wikipedia              |
| Helena Vondráčková                                                             | Letní ukolébavka (Summertime)     | Mám ráda cestu lesní                                                   | Tsjechisch           | 1996        |                                        | Tekst : Ivo Rožek. Opname vermoedelijk uit 1996 | YouTube                |
| Henda                                                                          |                                   |                                                                        | Joegoslavisch        |             |                                        | |                        |
| Herbie Hancock m.m.v. Ira Coleman, Stevie Wonder, Wayne Shorter, Joni Mitchell | Summertime                        | Gershwin's World                                                       | Engels               | 1998        | Jazz                                   | Met piano, bas, harmonica en sopraansaxofoon | Discogs                |
| Humphrey Lyttelton                                                             | Summertime                        |                                                                        | Instrumentaal        | 1959        | Jazz                                   | | YouTube                |
| I Dalton                                                                       |                                   |                                                                        | Italiaans            |             |                                        | |                        |
| I Giganti                                                                      | Summertime                        | Summertime / Un Uomo Va (single)                                       | Italiaans en Engels  | 1968        | Folk                                   | Tekst: Mario Panzeri | DNdCI                  |
| Jack Costanzo met Nat King Cole                                                |                                   |                                                                        |                      | 1950        |                                        | Uitgevoerd op/met conga |                        |
| Jacky Cain and Roy Kral                                                        | Summer Song / Summertime          | Time & Love                                                            | Engels               | 1972        |                                        | | Discogs                |
| James Brown                                                                    | Summertime                        | Mutha's Nature                                                         | Engels               | 1977        |                                        | | YouTube                |
| James Last                                                                     | Summertime                        | James Last In Los Angeles                                              | Engels               | 1975        | Funk                                   | | YouTube                |
| James R. Lawson                                                                | Summertime                        | nvt (live-uitvoering)                                                  | Instrumentaal        | 1958        |                                        | Gespeeld op het Rotterdamse stadscarillon | Het Vrije Volk         |
| Jane Ira Bloom                                                                 | Nearly Summertime                 | The Nearness                                                           | Instrumentaal        | 1995        | Jazz                                   | | AllMusic               |
| Janis Joplin                                                                   | Summertime                        | Live in Europe 1969                                                    | Engels               | 1969        | Rock                                   | | Society of Rock        |
| Jennifer Adams                                                                 |                                   |                                                                        |                      | 2006        |                                        | Uitgevoerd op elektrische cello. Er bestaan ongeveer 25 zessnarige elektrische cello's in deze wereld en daarvan is er een in handen van Jennifer Adams, die samen met haar man het duo Montana Skies vormt. Zij speelt haar instrument staande. |                        |
| Jim Hall m.m.v. Pat Metheny                                                    | Summertime                        | Jim Hall & Pat Metheny                                                 | Instrumentaal        | 1999        | Jazz                                   | Gitaarensemble | AllMusic               |
| Joanne Shaw Taylor                                                             | Summertime                        | The dirty truth                                                        | Engels               | 2014        | Bluesrock                              | | Discogs                |
| Joe Dassin                                                                     |                                   |                                                                        | Frans                |             |                                        | |                        |
| Joe Henderson                                                                  |                                   |                                                                        |                      |             | Jazz                                   | |                        |
| John Coltrane Quartet                                                          | Summertime                        | My Favorite Things                                                     | Instrumentaal        | 1961        | Jazz                                   | Saxofoon, piano, bas, drumstel | JazzViews              |
| Johnny Gilbert Trio                                                            | Summertime                        | It happens here                                                        |                      | 1963        | Jazz                                   | | Discogs                |
| Jongerenkoor Wognum                                                            | In dit huis                       |                                                                        | Nederlands           |             |                                        | Arrangement en tekst: P. Lindenboom (dirigent) | Blogspot               |
| José Curbelo                                                                   |                                   |                                                                        |                      | 1946        |                                        | Uitgevoerd op/met piano |                        |
| Kanellopoulos                                                                  |                                   |                                                                        | Grieks               |             |                                        | |                        |
| Keith Jarrett                                                                  |                                   |                                                                        |                      |             | Jazz                                   | |                        |
| Klaus Wunderlich                                                               | Summertime                        | The Golden Sound of Hammond                                            | Instrumentaal        | 1971        | Schlager                               | Op hammondorgel | Discogs                |
| Klazz Brothers & Cuba Percussion                                               | Summertime                        | Jazz Meets Cuba                                                        | Instrumentaal        | 2003        | Jazz                                   | | JPC                    |
| Larry Adler                                                                    | Summer Time                       | Harmonica Virtuoso With Piano, Trumpet, Bass, Guitar And Drums         | Instrumentaal        | 1936        | Jazz                                   | Uitgevoerd op/met mondharp | Discogs                |
| Lee Abrams met Wynton Kelly                                                    |                                   |                                                                        |                      | 1951        |                                        | Uitgevoerd op/met bongo |                        |
| Lee Colbert                                                                    |                                   |                                                                        | Jiddisch             |             |                                        | |                        |
| Lee Sang Gang                                                                  |                                   |                                                                        |                      | 2000        |                                        | Uitgevoerd op/met so |                        |
| Leo Chauliac                                                                   |                                   |                                                                        |                      | 1947        |                                        | Uitgevoerd op celesta |                        |
| Leona Lewis                                                                    | Summertime                        | nvt (televisieregistratie)                                             | Engels               | 2006        | Bigband                                | Als deelnemer aan The X Factor | YouTube                |
| Les Briaval                                                                    |                                   |                                                                        |                      | 1964        |                                        | Uitgevoerd op zigeunergitaar |                        |
| Lucia Lužinská                                                                 |                                   |                                                                        | Slowaaks             |             |                                        | |                        |
| Mantovani & His Orchestra                                                      | Summertime                        | Summertime                                                             | Instrumentaal        | 1976        |                                        | | YouTube                |
| Marcel Azzola et son Orchestre                                                 | Summertime                        | L'echo du monde                                                        | Instrumentaal        | 1957        | Jazz                                   | Met accordeon | YouTube                |
| Mariska Veres en Les Mystères                                                  | Summertime                        |                                                                        | Engels               | 1962        |                                        | Veres won met deze uitvoering de eerste prijs van een lokale talentenjacht. In 2010 werd de opname op de plaat gezet | Discogs                |
| Mark Mardon                                                                    |                                   |                                                                        |                      | 2009        |                                        | Uitgevoerd op/met tenorblokfluit |                        |
| Max Greger                                                                     | Summertime                        | What a wonderful world                                                 | Instrumentaal        | 2012        | Jazz                                   | | YouTube                |
| Me First and the Gimme Gimmes                                                  | Summertime                        | Are a Drag                                                             | Engels               | 1999        | Punkrock                               | | Discogs                |
| Mike Auldridge                                                                 | Summertime                        | Dobro - Blues & Bluegrass                                              | Instrumentaal        | 1974        | Bluegrass                              | Uitgevoerd op countrygitaar | YouTube                |
| Miles Davis                                                                    |                                   | Porgy and Bess                                                         | Instrumentaal        | 1958        | Jazz                                   | arrangement van Gil Evans | Discogs                |
| Miss Posey & Wessy                                                             |                                   |                                                                        | Tubegoshian          |             |                                        | |                        |
| Modern Jazz Quartet                                                            | Summertime                        | The Complete Last Concert                                              | Instrumentaal        | 1974        | Jazz                                   | | AllMusic               |
| Molly Johnson                                                                  | Summertime                        | Another Day                                                            | Engels               | 2002        | Jazz                                   | | YouTube                |
| Monty Alexander                                                                |                                   |                                                                        |                      | 1960        |                                        | Uitgevoerd op ska-accordeon |                        |
| Musikduo Udo & Marion                                                          |                                   |                                                                        | Saarpfälzisch        |             |                                        | |                        |
| Nara Leão                                                                      |                                   |                                                                        | Portugees            |             |                                        | |                        |
| Natalia Paruz en Matthew Beckman                                               |                                   |                                                                        |                      |             |                                        | Uitgevoerd op/met zingende zaag |                        |
| Nicolin                                                                        |                                   |                                                                        | Esperanto            |             |                                        | |                        |
| Nina Simone                                                                    | Summertime                        | Nina Simone at Town Hall                                               | Engels               | 1959        | Jazz                                   | | Wikipedia              |
| Noguru Hata                                                                    |                                   |                                                                        |                      |             |                                        | Uitgevoerd op/met tuinslang |                        |
| Norah Jones                                                                    |                                   |                                                                        |                      | 2003        | Jazz                                   | |                        |
| Oleg Skripka                                                                   |                                   |                                                                        | Russisch             |             |                                        | |                        |
| Optimistid                                                                     |                                   |                                                                        | Estisch              |             |                                        | |                        |
| Oscar Peterson                                                                 | Summertime                        | Oscar Peterson Plays Porgy & Bess                                      | Instrumentaal        | 1959        | Jazz                                   | | AllMusic               |
| Paolo Fresu                                                                    |                                   | Kind of Porgy & Bess                                                   |                      | 2002        | Jazz                                   | |                        |
| Peter Kraus                                                                    |                                   |                                                                        | Duits                |             |                                        | |                        |
| Petra Janù                                                                     |                                   |                                                                        | Pools                |             |                                        | |                        |
| Piet van den Broek                                                             |                                   |                                                                        |                      | 1971        |                                        | Uitgevoerd op glockenspiel |                        |
| Pieter van Vollenhoven en Harry van Hoof                                       | Summertime                        | Thank You For The Music                                                |                      | 1978        | Jazz, pop                              | | Discogs                |
| Plektrum Melodisten                                                            | Summertime                        | Memorie                                                                |                      | 1996        | Licht klassiek                         | Uitgevoerd met mandoline, gitaar en mandola | Bibliotheek            |
| Promotion Soul Concern                                                         | Summertime                        | It's A Man's Man's World                                               | Engels               | 19xx        | Jazz, soul                             | | Discogs                |
| Rahsaan Roland Kirk                                                            | Summertime                        | Boogie-Woogie String Along for Real                                    | Instrumentaal        | 1977        | Jazz, hardbop                          | | JazzDisco              |
| Ram Deepak                                                                     |                                   |                                                                        |                      | 2008        |                                        | Uitgevoerd op/met bansuri |                        |
| Randy Bachman                                                                  | Summertime                        | Jazz Thing                                                             | Engels               | 2004        | Jazz                                   | | Discogs                |
| Raphsody                                                                       |                                   |                                                                        |                      | 2001        |                                        | Uitgevoerd op/met handbellen |                        |
| Ray Charles & Cleo Laine                                                       | Summertime                        | Porgy & Bess                                                           | Engels               | 1976        | Jazz                                   | | Discogs                |
| Red Norvo met Mildred Bailey                                                   |                                   |                                                                        |                      | 1945        |                                        | Uitgevoerd op/met vibrafoon |                        |
| René Beckers Big Band                                                          | Summertime                        | In concert and dance                                                   |                      | 1981        | Bigband                                | | Muziekarchief          |
| Renee Olstead                                                                  | Summertime                        | Renee Olstead                                                          | Engels               | 2004        | Soul-Jazz, Swing, Easy Listening       | | Discogs                |
| Rhoihessisch                                                                   |                                   |                                                                        | Hessisch             |             |                                        | |                        |
| Rick Wakeman                                                                   | Summertime                        | Rhapsodies                                                             | Engels               | 1979        | Symfonische rock                       | | Discogs                |
| Ricky Nelson                                                                   | Summertime                        | Young World / Summertime (single)                                      | Engels               | 1962        | Rock & Roll                            | | Discogs                |
| Rita Reys                                                                      | Summertime                        | Live At Carré                                                          | Engels               | 2009        | Jazz                                   | | YouTube                |
| Ron McCroby                                                                    | Summertime                        | Breezin' the Classics                                                  | Instrumentaal        | 1986        | Jazz                                   | Gefloten versie | SHS                    |
| Ron Ross en Charlie Shavers                                                    |                                   |                                                                        |                      | 1947        |                                        | Uitgevoerd op/met jazz-accordeon |                        |
| Ros Sereysothea                                                                |                                   |                                                                        | Khmer                |             |                                        | |                        |
| Samuel Brogeras                                                                |                                   |                                                                        |                      | 2008, jan   |                                        | Uitgevoerd op/met dulzaina |                        |
| Sandra Reemer                                                                  | Sluimer zacht                     | Sluimer zacht (single)                                                 | Nederlands           | 1963        |                                        | | 45cat                  |
| Sarah Glyn-Johes                                                               |                                   |                                                                        | Welsh                |             |                                        | |                        |
| Sarah Vaughan                                                                  | Summertime                        | I'm Crazy To Love You / Summertime (single)                            |                      | 1950        | Jazz                                   | | Discogs                |
| Shani Ezra                                                                     |                                   |                                                                        | Hebreeuws            |             |                                        | |                        |
| Shelly Manne & His Men                                                         | Summertime                        | At the Black Hawk 1                                                    | Instrumentaal        | 1959        | Jazz                                   | Live uitgevoerd in "The Blackhawk" in San Francisco |                        |
| Sidney Bechet                                                                  |                                   |                                                                        |                      | 1939        | Jazz                                   | |                        |
| Skamp                                                                          |                                   |                                                                        | Lets                 |             |                                        | |                        |
| Slavi Trifonov & Ku-Ku Band                                                    | Summertime                        | Часът на Бенда                                                         | Bulgaars             | 2000        |                                        | |                        |
| Stan Getz                                                                      |                                   | Getz au Go-Go                                                          |                      | 1964        | Jazz                                   | |                        |
| Stéphane Grappelli                                                             |                                   | Stéphane Grappelli & friends in Paris                                  |                      | 1996        | Jazz                                   | |                        |
| Steve Mann                                                                     |                                   |                                                                        |                      | 2007        |                                        | Uitgevoerd op/met hydraulofoon. |                        |
| Stone Jazz                                                                     |                                   |                                                                        |                      | 2007        |                                        | Uitvoering waarbij de haegm, de piri en de gayagm werden gecombineerd met piano, bas en drum. |                        |
| Susanna Ridler                                                                 | Summertime                        |                                                                        | Engels               | 2008        | Elektronisch                           | | Discogs                |
| Sydney Bechet                                                                  |                                   |                                                                        |                      | 1939        |                                        | Uitgevoerd op/met sopraansaxofoon |                        |
| Tal Farlow                                                                     |                                   | The Return Of Tal Farlow                                               |                      | 1969        | Jazz                                   | |                        |
| Tamás Sebesi                                                                   |                                   |                                                                        | Hongaars             |             |                                        | |                        |
| Tania Kross & Benjamin Herman Trio                                             | Summertime                        | nvt (tv-registratie)                                                   |                      | 2019        | Jazz                                   | Opgenomen in TivoliVredenburg for VPRO Vrije Geluiden | [ 133 ]                |
| Tanja Jess en Wouter Hamel                                                     | Summertime                        | nvt (televisieregistratie)                                             | Engels               | 2012        |                                        | Seizoen 2012 van Maestro |                        |
| Ten Years After                                                                | Summertime / Shantung Cabbage     | Undead                                                                 | Instrumentaal        | 1968        | Jazz, blues                            | Bestaat voor een groot deel uit drumsolo |                        |
| The Colgate Thirteen                                                           | Summertime                        |                                                                        | Engels               | 1955        |                                        | a capella gezongen |                        |
| The Dixie Saints                                                               |                                   |                                                                        | Japans               |             |                                        | |                        |
| The Doors                                                                      | Summertime                        | The Doors - Live in Boston 1970 (2007)                                 | Engels               | 1970        |                                        | | [ 134 ]                |
| The Mimmisikous Band                                                           | Summertime                        | Jamaican Jazz Des De La Plana De (..)                                  | Catalaans            | 2003        |                                        | | [ 135 ]                |
| The Shake Spears                                                               | Summertime                        | Ronnex Records - The Collection (Vol. 1)                               | Engels               | 1977        | Poprock                                | | [ 136 ] [ 137 ]        |
| The Walker Brothers                                                            | Summertime                        | Portrait                                                               | Engels               | 1966        | Pop                                    | | [ 138 ]                |
| The Zombies                                                                    | Summertime                        | The Zombies (Featuring She's Not There and Tell Her No)                | Engels               | 1964        |                                        | | [ 139 ]                |
| Titek Puspa                                                                    |                                   |                                                                        | Maleis               |             |                                        | |                        |
| Tito Puente                                                                    |                                   |                                                                        |                      | 1946        |                                        | Uitgevoerd op/met bekkens |                        |
| Topi Sorsakoski                                                                |                                   |                                                                        | Fins                 |             |                                        | |                        |
| Trijntje Oosterhuis                                                            | Summertime                        | Strange Fruit                                                          | Engels               | 2003        | Jazz                                   | |                        |
| Tropical Taste                                                                 |                                   |                                                                        | Papiaments           |             |                                        | |                        |
| Ursula Ramoveš                                                                 |                                   |                                                                        | Sloveens             |             |                                        | |                        |
| Weed Priest                                                                    | Summertime                        | Summertime (single)                                                    | Engels               | 2016        | Stonerrock                             | | [ 140 ]                |
| Wilfred Klaver                                                                 | De landman gaat                   | Klaver zingt                                                           | Nederlands           | 2008        |                                        | | [ 141 ]                |
| Wirimako Black                                                                 |                                   |                                                                        | Maori                |             |                                        | |                        |
| Yannis Loussikoulou                                                            |                                   | Jazz for delbo's bac                                                   |                      | 2008        | Jazz                                   | duo met Antoine Delbos (drums) |                        |